# 異人斬 東禅寺の血煙
『異人斬 東禅寺の血煙』（いじんぎり　とうぜんじのけつえん）は1932年8月19日に公開された、白黒、無声映画。
製作は河合映画製作社。　
フィルム数7巻 1,626m  

## スタッフ
- 監督：根岸東一郎
- 脚本：内田恒
- 原作：内田恒
- 撮影：石川東橘

## キャスト
- 松本田三郎
- 河合菊三郎
- 青柳竜太郎
- 久野あかね